# Ararat (Provinz)
Ararat ([ɑɾɑˈɾɑt] , armenisch Արարատի մարզ, Ararati marz, „Provinz Ararat“) ist eine Provinz im südlichen Zentrum Armeniens mit der Provinzhauptstadt Artaschat. Die Provinz hat eine Fläche von 2.090 km² und eine Bevölkerung von 256.600 (Stand: 2021). Sie befindet sich östlich des in der Türkei gelegenen Berges Ararat und ist nach ihm benannt. Benachbarte armenische Provinzen sind Armawir im Nordwesten, Jerewan und Kotajk im Norden, Gegharkunik im Osten und Wajoz Dsor im Südosten. Im Westen grenzt die Provinz an die Türkei (Provinz Iğdır) und im Süden an die zu Aserbaidschan gehörende Autonome Republik Nachitschewan (Rayons Sədərək und Şərur). In der Provinz liegt auch Kərki, die 1992 von Armenien vereinnahmte Exklave von Nachitschewan.
Weitere Städte neben Artaschat sind Ararat sowie die in den 1990er-Jahren zu Städten erhobenen früheren Siedlungen städtischen Typs Masis und  Wedi. Neben diesen drei Stadtgemeinden gibt es 93 Landgemeinden mit insgesamt 95 Dörfern; die größten Dörfer (mit jeweils über 4000 Einwohnern) sind Ajntap, Ararat (unweit der gleichnamigen Stadt, aber eigenständig), Awschar, Mchtschjan, Nor Charberd (bis in die 1990er-Jahre ebenfalls Siedlung städtischen Typs) und Wosketap (Stand 2011).
Die Provinz wurde während der administrativen Neuordnung im Rahmen der Dezentralisierung 1995 aus den seit 1930/37 in der Armenischen SSR der Sowjetunion bestehenden Rajons Ararat, Artaschat und Massis sowie den rajonfreien Städten Ararat und Artaschat gebildet.

## Name
Der Name Ararat des Alten Testaments bezeichnete das Urartäische Reich (von assyrisch Urartu) und entspricht offensichtlich dem altarmenischen, bis ins Mittelalter verwendeten Namen Airarat für die Araxes-Ebene.

## Verwaltungsgliederung
Die armenische Provinz Ararat beinhaltet 95 Gemeinden, von denen vier Stadt- und 91 Landgemeinden sind:
| Stadtgemeinde | Gebiet (km2) | Bevölkerung (2017, geschätzt) |
| ------------- | ------------ | ----------------------------- |
| Ararat        | 6            | 20.300                        |
| Artaschat     | 12           | 20.700                        |
| Masis         | 6            | 20.500                        |
| Wedi          | 5,5          | 11.600                        |

Landgemeinden und enthaltene Siedlungen:
| - Abowjan (Ararat) - Arales - Ararat (Dorf) - Araxawan - Arbat (Armenien) - Arewabuir - Argawand (Ararat) - Arewschat - Armasch (Armenien) - Ajgawan - Ajgepat - Ajgesard - Ajgestan - Ajntap (Armenien) - Asataschen - Asatawan - Awschar (Ararat) - Baghramjan (Ararat) - Bardsraschen (Ararat) - Berdik - Berkanusch - Bjurawan - Burastan - Chatschpar | - Dalar (Armenien) - Darakert - Darbnik - Daschtakar - Daschtawan - Deghdsut - Dimitrow (Armenien) - Ditak (Armenien) - Dvin (Dorf) - Dvin (Archäol. Stätte) - Geghanist (Ararat) - Getapnja - Getasat - Ghukasawan - Ginewet (Ararat) - Gorawan - Hajanist - Hnaberd (Ararat) - Howtaschat - Howtaschen - Dschrahowit - Dschraschen (Ararat) - Jeghegnawan - Jeras'ch | - Kaghzraschen - Kanatschut - Landschar - Landschasat - Lusarat - Artaxata (Archäol. Stätte) - Lusaschogh - Marmaraschen - Masis (Dorf) - Mchtschjan - Mrganusch - Mrgawan - Mrgawet - Narek (Ararat) - Nisami (Armenien) - Nor Charberd - Nor Kjank (Ararat) - Nor Kjurin - Nor Ughi - Norabaz - Noramarg - Noraschen (Ararat) - Nojakert - Nschawan | - Paruir Sewak (Armenien, benannt nach Paroujr Sewak) - Tigranaschen (Kərki) - Pokr Wedi - Rantschpar - Sajat-Nova (Armenien) - Sangakatun - Schahumjan (Ararat) - Sipanik - Sis (Armenien) - Sisawan - Sorak (Armenien) - Surenawan - Taperakan - Urzadsor - Landschanist - Schaghap - Urzalandsch - Wanaschen - Wardaschat - Wardaschen (Ararat) - Werin Artaschat - Werin Dwin - Wosketap - Wostan |